# Râul Holoșag
Râul Holoșag este un curs de apă, afluent al râului Jolotca. 